# العزيز بن محمد البرزالي
المستظهر بالله العزيز بن محمد البرزالي رابع وآخر حكام طائفة قرمونة في عهد ملوك الطوائف.

## سيرته
تنازل له أخوه إسحاق بن محمد البرزالي عن عرش قرمونة عام 442 هـ، بعد أن زهد إسحاق في الحكم بعد مقتل ابنه العز في معركة مع المعتضد بن عباد. تلقّب العزيز بلقب «المستظهر بالله»، وسار في حكمه سيرة حسنة، إلى أن بدأ المعتضد بن عباد في التعدي على أراضيه، وظل القتال بينهما لأعوام، إلى أن ضجّ عزيز بذلك، وكاتب المأمون بن ذي النون صاحب طليطلة عام 459 هـ يعرض عليه تسليمه قرمونة على أن يمنحه المأمون جزء من أراضيه محلها، فقبل المأمون العرض، وانتقل عزيز بأهله إلى حصن المدور الذي منحه المأمون إياه، وعاش فيه حتى وفاته.